# Pierre Chrysostème Dusson de Bonnac

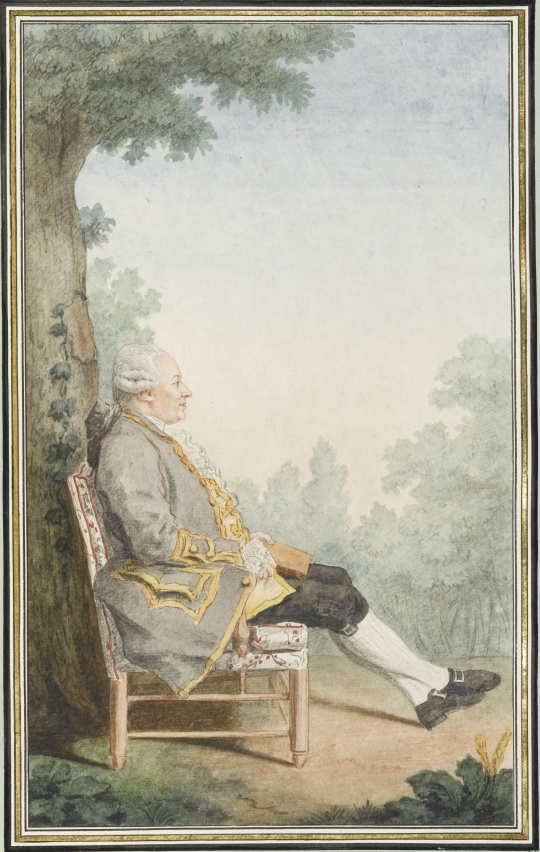

Pierre Chrysostème Dusson de Bonnac (ur. 1724, zm. 1782) – francuski dyplomata.
Jego ojcem był również dyplomata Jean Louis d’Usson de Bonnac (1672-1738). Pierre Chrysostème uczył się rzemiosła od ojca. W 1774 zastąpił Charlesa Gravier de Vergennesa na stanowisku francuskiego ambasadora w Szwecji. Pełnił tę funkcję do roku 1782.